# Futon

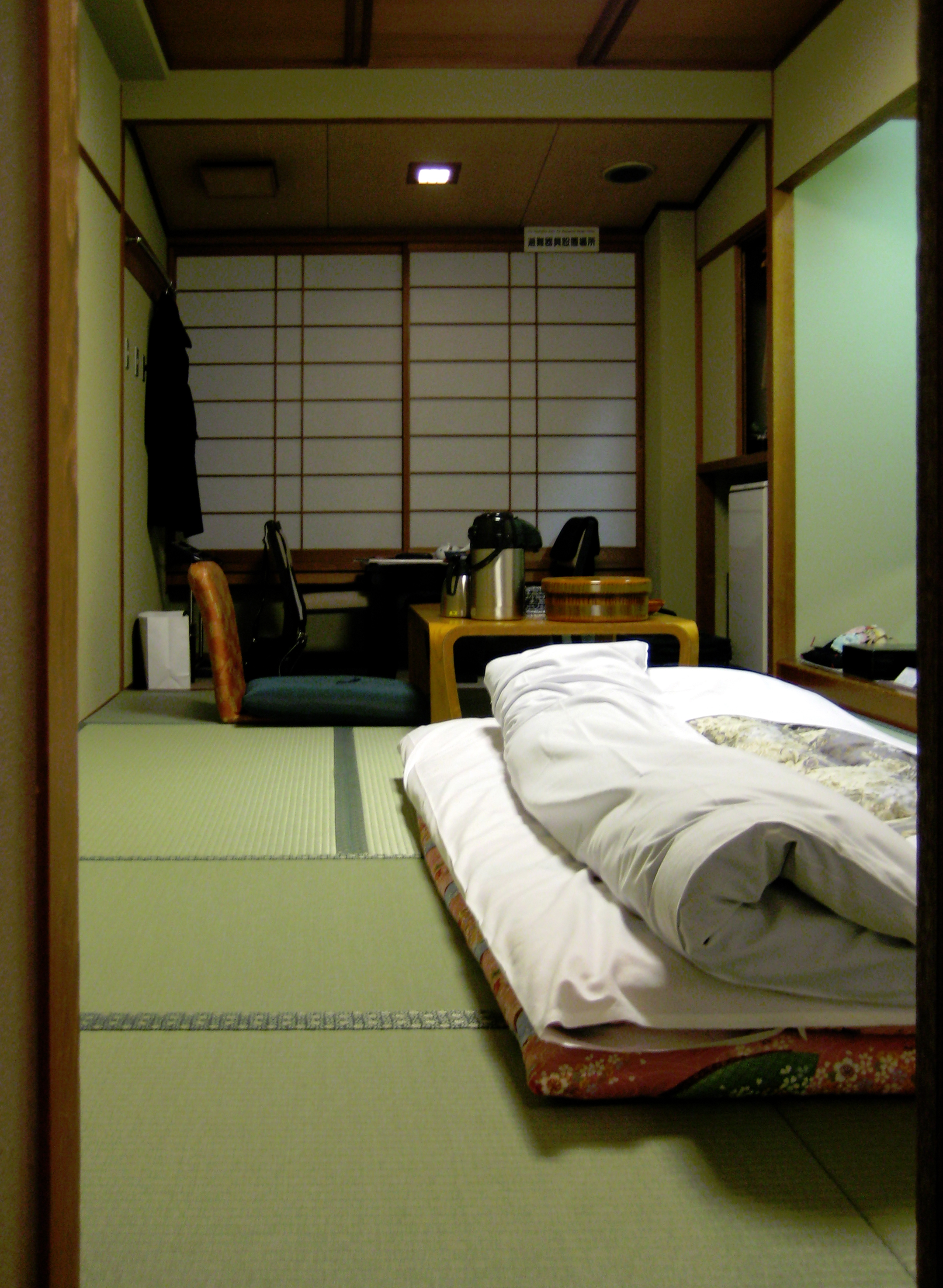
Futon in einem Ryokan in Kyoto – unten der zweiteilige shiki-buton, farbig und weiß, zurückgeschlagen der weiße kake-buton

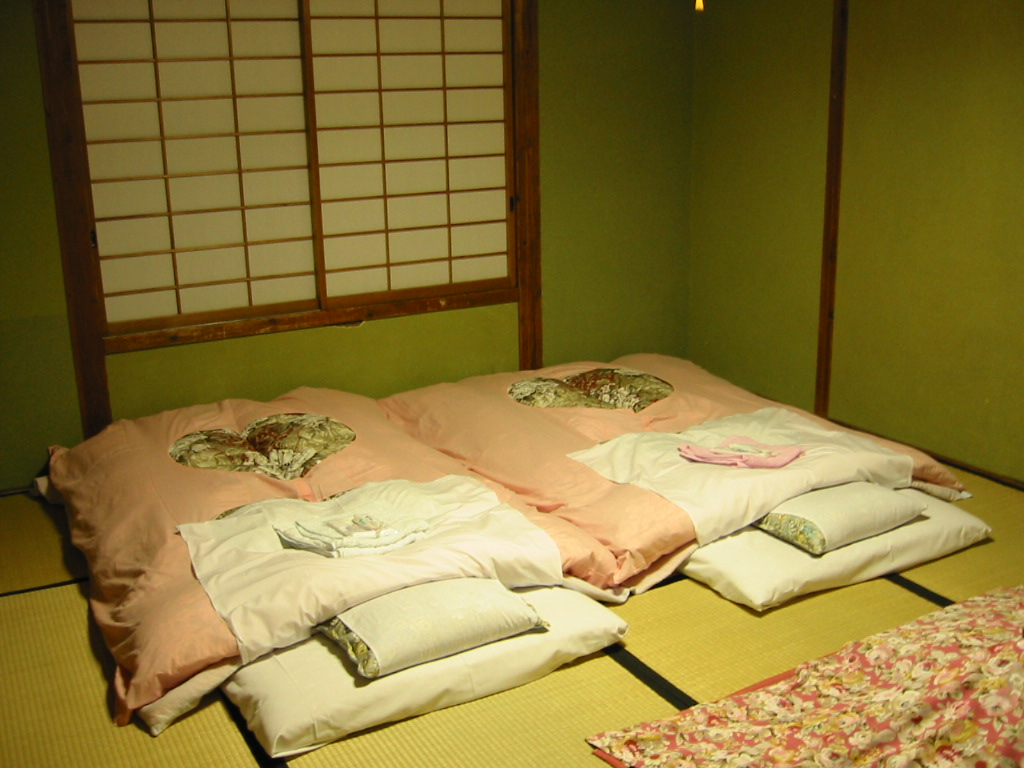
Futons in einem Ryokan

Futon (jap. 布団, , wörtlich: „Tuch-Gruppe, Stoff-Haufen, zusammengehäufte Stoffe, zusammengerollte Tücher“) ist das japanische Wort für „Bett“ und bedeutet im erweiterten Sinn „Bettplatz/Schlafstätte“.

## Bedeutung in Japan

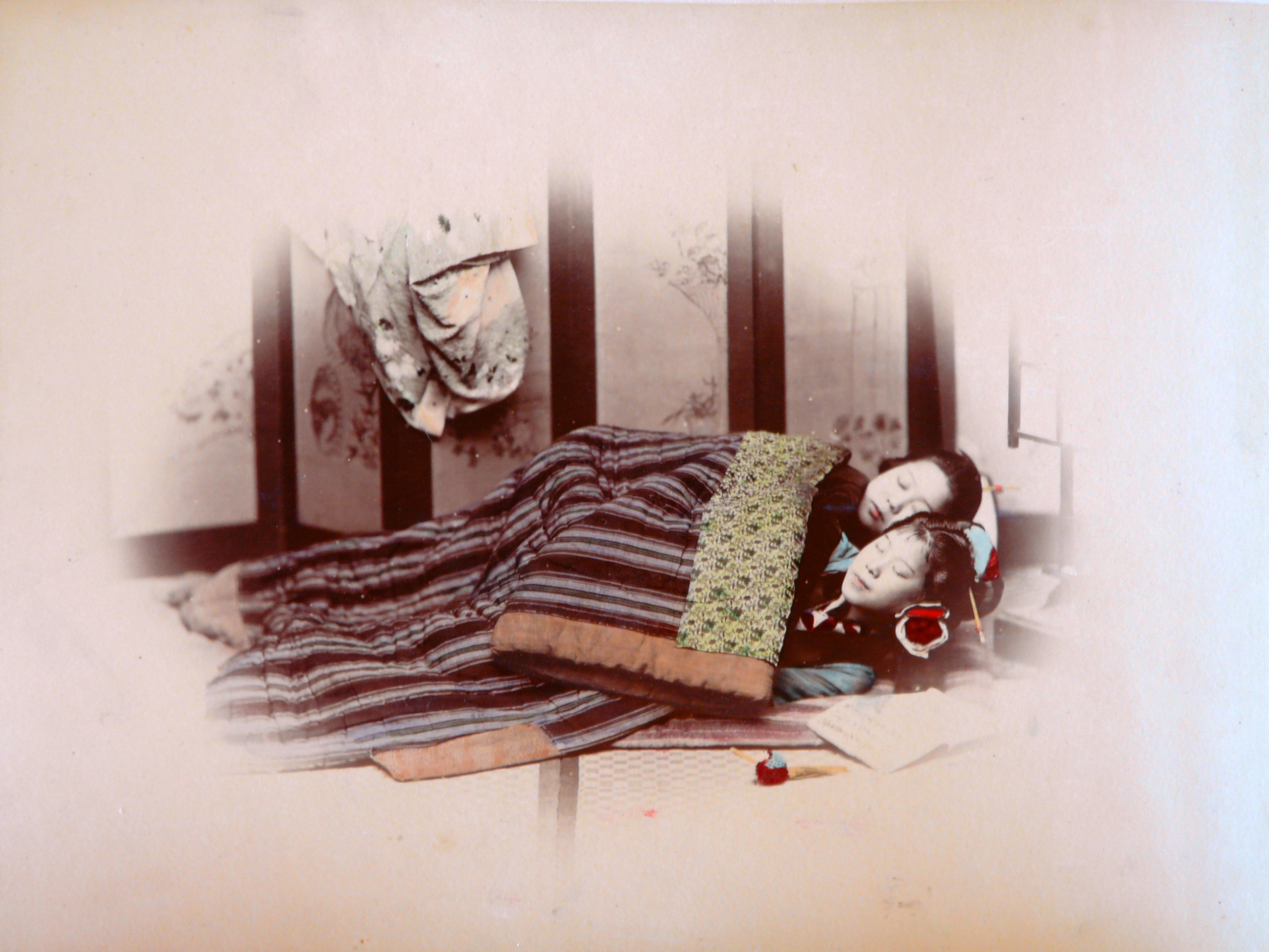
Eine gestellte Souvenirfotografie vom Ende des 19. Jahrhunderts – die beiden Mädchen betten ihre Köpfe auf hako-makura

Unterteilt wird der Futon in die Schlafunterlage shiki-buton (敷布団, dt. „Auslege-Futon“) und die Bettdecke kake-buton (掛布団). 
Der shiki-buton wird direkt auf den aus Tatami-Matten zusammengesetzten Fußboden gelegt und besteht aus einer Baumwoll- oder Seidenhülle, die mit Baumwolle gefüllt ist. Er ist circa zehn Zentimeter hoch, einen Meter breit und 1,80 m lang. Der kake-buton, auch yogi genannt, besteht aus ähnlichem Material und ist rechteckig, kann aber auch die Form eines Kimono mit Ärmeln und Kragen haben. Tagsüber werden diese Futons zusammengelegt und in einem Schrank verstaut.
Makura (枕) werden die Kopfkissen genannt. Von der Mitte der Edo-Zeit bis in die Meiji-Zeit gab es vor allem zwei Typen, eine einfache Kissenrolle kukuri-makura und ein separates Kopfgestell namens hako-makura (箱枕), dies war mit einer kleinen Kissenrolle versehen und diente dem Schutz der Frisur. Der Fuß des Holzgestells beherbergte Frisurenschmuck. Bisweilen war das hako-makura lang genug für zwei Personen. Für den Sommer gab es Kissen aus Rattan und Keramik. Kissen, die das Haar im Schlaf parfümierten, hießen kō-makura.
Daneben gibt es außerhalb des Schlafbereichs das Sitzkissen zabuton (座布団, dt. „Sitz-Futon“).

## Bedeutungswandel im Westen
Die „westliche“ Bedeutung von Futon hat sich als Synekdoche aus dem ursprünglichen japanischen Begriff entwickelt. Es bezeichnet häufig die Kombination aus einem niedrigen Bett und der auf diesem Bett aufliegenden Matratze, dem eigentlichen Futon. Durch Absenken des Bettes und Freigabe der Ränder wurde dabei die Idee des „möglichst nahe am Fußboden Schlafens“ aufgegriffen, ohne das westliche Konzept „Schlafstätte = Bettgestell + Matratze“ aufzugeben. 
Während der dünne japanische Futon fast ausschließlich mit Baumwollfasern gefüllt ist und deshalb viel Pflege benötigt, ist das westliche Gegenstück oftmals eine handelsübliche, wenngleich dünnere Matratze, welche sich in Kombination mit dem Bettgestell falten lässt und so auch als Couch verwendet werden kann. Eine solche Matratze kann zusätzlich mit atmungsaktiven, wärmenden Naturfaser-Einlagen aus Rosshaar, Schurwolle, Kokosfasern und Naturlatex angereichert sein, was sowohl die Weichheit erhöht als auch den Pflegebedarf verringert. Das Gestell für den Futon besteht dabei aus Metall oder Holz und wird meist in Buche oder Kiefer gefertigt.